# Asplenium attenuatum
Asplenium attenuatum är en svartbräkenväxtart som beskrevs av Robert Brown. Asplenium attenuatum ingår i släktet Asplenium och familjen Aspleniaceae. Utöver nominatformen finns också underarten A. a. indivisum.